# Pseudomiopteryx maculata
Pseudomiopteryx maculata es una especie de mantis de la familia Thespidae.

## Distribución geográfica
Se encuentra en Venezuela.